# Olesicampe egregia
Olesicampe egregia là một loài tò vò trong họ Ichneumonidae.